# 안계여자중학교
안계여자중학교는 대한민국 경상북도 의성군 안계면에 있었던 공립 중학교이다.

## 연혁
- 1959년 3월 24일 : 안계여자중학교 설립 인가
- 1959년 4월 1일 : 안계여자중학교 개교
- 1962년 12월 31일 : 안계여자고등학교 병설 설립 인가
- 1963년 3월 1일 : 안계여자고등학교 병설 개교
- 2002년 3월 1일 : 폐교 및 안계중학교 통폐합[1]

## 같이 보기
- 안계중학교